# 1869 v loďstvech
Tento článek obsahuje významné události v oblasti loďstev v roce 1869.

## Lodě vstoupivší do služby
- Hóšó Maru – šroubová dělová šalupa
- 20. února –  SMS König Wilhelm – pancéřová loď
- 27. dubna nebo 24. července –  Rjúdžó – šroubová paroplachetní obrněná korveta
- květen –  Roma – obrněná loď třídy Roma